# 東レ・プレシジョン
東レ・プレシジョン株式会社（とうレ・プレシジョン）は、滋賀県大津市に本社を置く、合成繊維紡糸用口金、インクジェットノズル、FPD関連スリットダイ、塗布ノズルなどの製造販売をする東レグループの精密部品受託加工メーカーである。